# Instruccions de Xuruppak
Els Ensenyaments de Xuruppak són un text de saviesa sumeri, un gènere de literatura molt comú a l'antic Pròxim Orient, que servia per a ensenyar conductes pietoses, inculcar virtuts i mantenir els valors de la comunitat. El text situa el lector en l'antiguitat de les idees mitjançant els íncipits: "En aquells dies, en aquells temps molt remots, en aquelles nits, en aquelles nits llunyanes, en aquells anys, en aquells anys molt allunyats". Els preceptes són atribuïts al rei Xuruppak, fill d'Ubara-Tutu, últim rei de Sumèria abans del diluvi universal. Els Ensenyaments de Xuruppak contenen preceptes que posteriorment s'inclourien als deu manaments.
Els ensenyaments consisteixen en admonicions dirigides al seu fill Ziusudra, més conegut pel seu nom accadi d'Utnapixtim, el Noè babilònic. El nom Xuruppak, d'altra banda una de les cinc ciutats antediluvianes en la tradició sumèria, apareix en una tauleta cuneïforme de la llista de reis sumeris, en el qual s'interpola com una generació addicional entre Ubar-Tutu i Ziusudra, que en totes les altres referències són pare i fill; Lambert informa que s'ha suggerit que l'intrús podria haver sorgit mitjançant un epítet del pare (l'home de Xuruppak) que hauria estat pres erròniament per un nom propi.
La tauleta d'Abu Salabikh, de la meitat del III mil·lenni aC, n'és la còpia més antiga que existeix, però les còpies múltiples d'escola demostren que aquesta continua sent una obra venerada del cànon literari sumeri/accadi.
Els consells de les tres llistes unides són concisos, i ocupen d'una a tres línies de l'escriptura cuneïforme. Alguns consells són purament pràctics: No has de col·locar un camp en un camí; ...No has de fer un pou al teu camp: la gent hi causarà danys per tu. (línies 15-18). Els preceptes morals són seguits pels resultats negatius pràctics de la transgressió d'aquests: no has de jugar amb una jove dona casada: les calúmnies podrien ser greus (línies 32-34). L'opinió de la comunitat i la possibilitat de la calúmnia (línia 35) tenen un paper important: el dictamen d'un valor del "pati" (línia 62) o la menys valorada opinió del mercat, en què els insults i la parla estúpida reben l'atenció de la terra. (línia 142).